# Damaliscus superstes
Damaliscus superstes là một loài động vật có vú trong họ Bovidae, bộ Artiodactyla. Loài này được Cotterill mô tả năm 2003.

## Hình ảnh

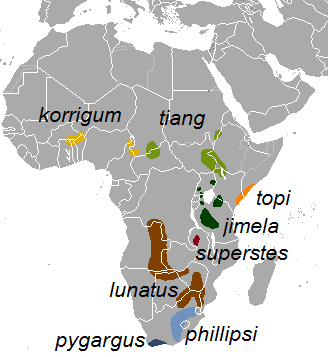